# Domenico Spinelli
Domenico Spinelli, Fürst von San Giorgio, auch Sangiorgio Spinelli (* 1788 in Frasso Telesino; † 10. April 1863 in Neapel), war ein italienischer Sammler und Archäologe.
Domenico Spinelli leitete in Nachfolge von Francesco Maria Avellino von 1850 bis 1863 die Ausgrabungen in der Vesuvregion, insbesondere in Pompeji und Herculaneum. 1850 wurde er auch zum Ehrenmitglied der Preußischen Akademie der Wissenschaften gewählt. Sein Nachfolger als leitender Ausgräber der Vesuvregion wurde Giuseppe Fiorelli, mit dem die moderne Zeit der Ausgrabungen in Pompeji begann. Für mehrere Jahre war er der Präsident der Accademia Ercolanese.
Als Sammler interessierte sich Spinelli in erster Linie für die frührömische Münzprägung, trug aber beispielsweise auch eine große Sammlung mittelalterlicher italienischer Münzen zusammen. Er galt insbesondere als Fachmann für die arabisch-kufische Münzprägung Siziliens und Süditaliens.

## Schriften
- Monete cufiche battute da principi Longobardi Normanni e Svevi nel regno delle due Sicilie interpetrate e illustrate dal principe di S. Giorgio Domenico Spinelli e pubblicate per cura di Michele Tafuri. St. dell’Iride, Neapel 1844

## Belege
1. ↑  Medieval European coinage

| Personendaten    | Personendaten |
| ---------------- | --- |
| NAME             | Spinelli, Domenico |
| ALTERNATIVNAMEN  | Domenico Spinelli, Principe di San Giorgio; Domenico Spinelli, Fürst von San Giorgio; Domenico Spinelli, Prinz von San Giorgio |
| KURZBESCHREIBUNG | italienischer Sammler und Archäologe                                                                                           |
| GEBURTSDATUM     | 1788 |
| GEBURTSORT       | Frasso Telesino |
| STERBEDATUM      | 10. April 1863 |
| STERBEORT        | Neapel |